# Rainer Niemeyer
Rainer Niemeyer (* 11. Mai 1955 in Minden; † 8. Mai 2016 ebenda) war ein deutscher Handballspieler und -trainer. Der Torwart wurde 1978 Weltmeister.

## Karriere
Seine Karriere begann beim TuS Südhemmern. Er spielte bei Grün-Weiß Dankersen, TuS Nettelstedt, OSC Dortmund und beim TBV Lemgo.
Insgesamt absolvierte Rainer Niemeyer 232 Spiele in der eingleisigen Bundesliga, die 1977 eingeführt wurde: 175 zwischen 1977 und 1985 für TSV GWD Minden, 48 zwischen 1985 und 1987 für OSC Dortmund und neun in der Saison 1987/88 für den TBV Lemgo.
Rainer Niemeyer wurde 1978 Weltmeister. Für die deutsche Männer-Handballnationalmannschaft absolvierte er von 1976 bis 1983 insgesamt 53 Länderspiele, in denen er ein Tor erzielte.

## Länderspielstatistik
| Jahr  | Spiele | Tore | 7M | Strafen (Min.) |
| ----- | ------ | ---- | -- | -------------- |
| 1976  | 4      | 0    | 0  | 0              |
| 1977  | 7      | 0    | 0  | 0              |
| 1978  | 7      | 1    | 0  | 0              |
| 1979  | 13     | 0    | 0  | 0              |
| 1980  | 11     | 0    | 0  | 0              |
| 1981  | 11     | 0    | 0  | 0              |
| 1983  | 3      | 0    | 0  | 0              |
| Summe | 56     | 1    | 0  | 0              |

## Trainer
Seit 13. März 2003 war er Trainer des GWD Minden auf Initiative von GWD-Manager Horst Bredemeier. Ab 2007 war er Trainer beim Frauen-Zweitligisten HSG Stemmer/Friedewalde.

## Privates
Niemeyer war von Beruf Lehrer für Behinderte. Sein Sohn Arne Niemeyer ist ebenfalls Handballspieler.

## Auszeichnungen
- Silbernes Lorbeerblatt